# 434

## Esdeveniments
- Àtila obté el poder dels huns[1]
- El general Aspar és derrotat pels vàndals del nord d'Àfrica i és nomenat cònsol a Roma.[2]

## Necrològiques
- Rues, rei dels Huns[3]